# Easter egg
Em informática, um ovo de páscoa (ou easter egg, tradução para o inglês, como é mais conhecido) é algum segredo de caráter humorístico escondido em qualquer tipo de sistema virtual, incluindo músicas, filmes, websites, jogos eletrônicos, etc. São algo como "pegadinhas virtuais".
Este termo se dá ao fato de que ovos de Páscoa sempre contém surpresas dentro, sejam chocolates ou brinquedos, daí a origem da expressão para sistemas de informática.
São exemplos do ovo de páscoa O Livro de Mozilla, uma página secreta exclusiva dos navegadores Mozilla Firefox, Netscape e alguns outros antigos; os da série de jogos eletrônicos Grand Theft Auto; e os do Google, como o fato de a vista da rua da sede da empresa nos Estados Unidos exibir funcionários sem censura nos rostos, contentes, comemorando e fazendo poses engraçadas.
O primeiro jogo a incluir um ovo de páscoa foi o jogo Adventure (Atari 2600), lançado em 1979.